# داگلاس آدامز
داگلاس نوئل آدمز(۱۱ مارس ۱۹۵۲–۱۱ مه ۲۰۰۱) (به انگلیسی: Douglas Adams)، نویسنده‌ای است انگلیسی که شهرتش بیشتر، به خاطر «کتاب راهنمای مسافران کهکشان» است.
این اثر، نخستین بار، در سال ۱۹۷۸ به عنوان یک کمدی رادیویی، توسط بی‌بی‌سی، پخش گردید. بعدها این اثر، به صورت یک تریلوژی، شامل پنج کتاب، یک سریال تلویزیونی، چندین اثر نمایشی، یک بازی کامپیوتری و در سال ۲۰۰۵ به صورت یک فیلم سینمایی، در دسترس عموم قرار گرفت. کتاب راهنمای مسافران کهکشان، تنها در زمان حیات آدمز، بیش از پانزده میلیون نسخه، فروش داشته‌است. برخی از طرفداران داگلاس آدمز، به خاطر امضای ناخوانایش او را با نام باپ اد Bop Ad می‌شناسند.
آدمز همچنین، به عنوان یکی از حامیان جانوران و محیط زیست، شناخته شده‌است. او بی‌خدا بود و خود را یک بی‌خدای بنیادگرا می‌نامید. او کلمه بنیادگرا را از این رو بکار می‌برد تا این شبهه برای کسی پیش نیاید که او آگنوستیک است. زیست‌شناس نام‌آور ریچارد داوکینز کتاب خود بنام " توهمی بنام خدا "(بازگردانی شده به فارسی به نام پندار خدا) را به او تقدیم کرده‌است. او در مورد مرگ آدمز نوشته‌است: "علم و دانش یک دوست و ادبیات یک روشنگر را از دست داده‌است. گوریل‌های کوهی و کرگدن‌های سیاه یک حامی دلاور را از دست داده‌اند."

## برخی از آثار داگلاس آدمز
- کتاب راهنمای مسافران کهکشان (سال ۱۹۷۹) The Hitchhiker’s Guide to the Galaxy
- رستورانی در انتهای جهان (سال ۱۹۸۰) The Restaurant at the End of the Universe
- زندگی، جهان و همه چیز (سال ۱۹۸۲) Life, the Universe and Everything
- بدرود، و ممنون از آن همه ماهی (سال ۱۹۸۴) So long, and Thanks For All the Fish
- کتاب راهنمای مسافران آینده (سال ۲۰۰۱) سریال رادیویی برای بی‌بی‌سی (تنها چهار بخش آن پیش از مرگش پخش شد) The Hitchhiker’s Guide to the Future